# Bojan Razpet
Bojan Razpet, slovenski hokejist, * 22. januar 1960, Jesenice.
Razpet je bil dolgoletni član kluba HK Acroni Jesenice. Za jugoslovansko reprezentanco je nastopil na Olimpijskih igrah 1984 v Sarajevu. 